# Zymosimètre
Un zymosimètre est un instrument servant à mesurer le degré de chaleur qui se développe dans les matières en fermentation. Cet instrument fut proposé par Jan Swammerdam dans sa thèse, De Respiratione (1667).
On dit aussi zymomètre.

## Sources
- Dictionnaire universel des sciences, des lettres et des arts, par Marie-Nicolas Bouillet, 1896
- Encyclopédie méthodique, volume 37